# Megaponera analis
Megaponera analis (=Megaponera foetens) (лат.) — вид крупных муравьёв (Formicidae) из подсемейства Ponerinae (Ponerini). Тропики и субтропики Африки. Активные охотники на термитов. Благодаря своей массовой рейдовой охоте получил англоязычное название Matabele ant — по имени народа матабеле, покорившего в XIX веке многие другие племена.

## Распространение
Встречается в Африке южнее Сахары от 10° с. ш. до 30° ю. ш. Западная Африка (Гана, Сенегал, Сьерра-Леоне, Берег Слоновой Кости), Восточная Африка (Кения, Малави, Эритрея, Эфиопия) и Южная Африка (Замбия, Зимбабве, Мозамбик, ЮАР).

## Описание

### Строение
Крупные понериновые муравьи чёрного цвета. Длина рабочих муравьёв 9—18 мм. Бескрылые эргатоидные (похожие на рабочих) самки — до 18,5 мм. Наличием сильного размерного полиморфизма у касты рабочих и гребнем на щеке перед глазами отличается от других муравьёв-понерин. Глаза крупные, расположены у средней линии головы. Петиоль узловидный. Коготки лапок с предвершинным зубцом. Проподеум дорзально суженный. Стридулитрум (стридуляционный орган) расположен на абдоминальном претергите IV (с его помощью муравьи издают звуки при тревоге). Голова и всё тело с тонкой пунктировкой. Обладают сильным жалом.

#### Касты
Как и другие эусоциальные насекомые муравьи Megaponera analis имеют три касты: рабочие, самки и самцы. Однако, самки этого вида бескрылые и эргатоидные (похожие на рабочих). Функция крылатых самцов заключается в нахождении и оплодотворении самок.
Эргатоидные самки содержат до 64 овариол в яичниках, что является экстремально высоким показателем среди всех представителей примитивного подсемейства понерины (Ponerinae). У рабочих сохраняется сперматека и яичники, но они не спариваются и не продуцируют яиц. У крупных рабочих 24—30 овариол. Спаривание интранидального типа. Самцы находят феромонные тропы рабочих, а по ним и муравейник, в который проникают и там спариваются с бескрылыми девственными молодыми самками.
Рабочий и самка
|                                                                                             |  |  |
| Вид в профиль: мелкий рабочий (слева), крупный рабочий (в центре) и самка Megaponera analis |  |  |

Крылатый самец
|                                                                                     |  |  |
| Крылатый самец: вид сбоку (слева), голова (в центре) и вид сверху Megaponera analis |  |  |

### Биология
Хищный вид, специализированный охотник на термитов (термитофаг), массовые рейды-набеги на гнёзда которых (термитники) они совершают днём или вечером. Впервые эти рейды были описаны известным шотландским путешественником и миссионером Давидом Ливингстоном (David Livingstone; 1813—1873). Рейд начинает один разведчик, обнаруживший термитов и прокладывающий в нужном направлении тропу с помощью феромонов ядовитой железы. После чего начинается облигатная массовая фуражировка и атака на термитов. Муравьи часто переселяются в новые муравейники, в это время за крупными колоннами рабочих особей следуют и все мелкие гнездовые рабочие, самцы и даже мирмекофильные тизануры.
В качестве кормового ресурса чаще используются термиты Microtermes, Odontotermes и другие представители Macrotermitinae. Рабочие муравьи жалят и парализуют жертву, а потом уносят, зажав в своих челюстях. При этом крупные рабочие несут между челюстями от одного до 7 термитов, а мелкие рабочие — от 1 до 3.
Рейдовая активность M. analis максимальна в период после рассвета (6:00—10:00) и перед закатом (15:00—19:00), с примерно от трёх до пяти рейдов в сутки. Иногда отмечается и третий период активности в ночное время: примерно в 22:00—2:00. Рейдовые колонны Megaponera analis включают от 200 до 500 муравьёв.

### Лечение
Обнаружен факт лечения муравьями своих раненых собратьев. После боёв с термитами муравьи помогают, как правило, легкораненым рабочим, а муравьёв с тяжёлыми увечьями оставляют на поле боя.
Муравьи M. analis могут определять, когда раны инфицированы, и соответствующим образом их обрабатывать. Нанося на инфицированные раны различные антимикробные соединения и белки, выделяемые метаплевральной железой, рабочие снижают смертность зараженных особей на 90 %. Химический анализ показал, что раневая инфекция связана со специфическими изменениями в кутикулярном углеводородном профиле, что, вероятно, позволяет соплеменникам диагностировать инфекционное состояние раненых особей и применять соответствующее антимикробное лечение.

### Муравейники
Муравейники располагаются в почве, в гнилой древесине и в покинутых термитниках. Семьи относительно крупные (по меркам других примитивных понерин) и включают от 500 до 2000 взрослых рабочих муравьёв и одну единственную эргатоидную матку. В гнёздах, как правило, одна крупная камера, в которой располагаются все яйца, личинки, коконы и самка.
Муравейники залегают до глубины в 70 см.
Крупные рабочие составляют до 50 % населения колонии. Предположительно, они могут выполнять роль гамэргатов.

### Феромоны
В качестве следовых феромонов идентифицировано вещество N,N-диметилурацил (оно синтезируется в ядовитой железе муравьёв). В то же время другой компонент (актинидин), обнаруженный в пигидиальной железе, заставляет муравьёв покидать гнездо и, возможно, является феромоном тревоги.

### Мирмекофилы
Среди мирмекофилов обнаружены коротконадкрылые жуки-стафилиниды (Staphylinidae): Atheta (s.l.), Degalliera megaponerae, Degalliera peetersi, Ponerilla hoelldobleri, Ponerilla megaponerae, Rhoptrodinarda arnoldi, Rhoptrodinarda clavigera.
- Рейды и переселения Megaponera analis (Национальный парк Комоэ, Кот-д’Ивуар)
- Рабочий переносит самку во время деления колонии
- Нападение рабочего на солдата термита Macrotermes bellicosus во время рейда
- Перенос крупным рабочим муравьём термита Macrotermes bellicosus в муравейник
- Сбор термитов Pseudocanthotermes militaris после успешного нападения
- Перенос личинок и коконов во время переселения
- Охрана расплода крупным рабочим

## Систематика
Вид был впервые описан в 1793 году под названием Formica foetens Fabricius, 1793. Позднее, из-за обнаружившейся вторичной омонимии, оно было заменено на Formica analis Latreille, 1802, так как ранее уже был описан вид со сходным названием — Formica foetens Olivier, 1792. В 1862 году австрийский мирмеколог Густав Майр включил его в состав рода Megaponera, и более века этот вид муравьёв был известен во многочисленной экологической и мирмекологической литературе как Megaponera foetens (или под африканским именем муравей Matabele). В состав рода Pachycondyla он попал после ревизии муравьиной таксономии в 1995 году (Brown, in Bolton, 1995: 302), став Pachycondyla analis. В 2009 году Крис Шмидт (Schmidt, 2009), проведя молекулярно-генетический филогенетический анализ подсемейства понерины, разделил Pachycondyla на 15 родов и предложил восстановить монотипический род Megaponera (Schmidt, 2009).
В 2014 году в ходе молекулярной и морфологической ревизии понериновых муравьёв был восстановлен монотипический род Megaponera Mayr, 1862 (с единственным видом Megaponera analis (Latreille, 1802)), который рассматривается как сестринский к роду Ophthalmopone в составе родовой группы Odontomachus group.